# NGC 7783C
NGC 7783C is een elliptisch sterrenstelsel in het sterrenbeeld Vissen. Het hemelobject werd op 9 september 1864 ontdekt door de Duitse astronoom Albert Marth.

## Synoniemen
- HCG 98C
- PGC 72810